# Салемово (филм)
Салемово (енгл. Salem's Lot) амерички је хорор филм из 2024. у режији и по сценарију Гарија Добермана. Темељи се на истоименом роману из 1975. Стивена Кинга. Радња се усредсређује на писца који се враћа у свој родни град Јерусалемово у потрази за инспирацијом, где открива присуство вампира.

## Радња
Јерусалемово је мали град у Новој Енглеској окован силама мрака, град који постоји само у пишчевој машти. Као и у многим другим таквим градовима — који имају своју мрачну прошлост — и у њему међу мештанима колају тајни трачеви, дешавају се необичне ствари и живи уобичајени број пијаница и чудака, али и покоји нормалан становник. Бен Мирс, писац скромних успеха, враћа се у Салемово, град у којем је као дечак провео неколико година, како би написао роман и ослободио се страхова који га прогоне од детињства.

## Улоге
| Глумац                | Улога           |
| --------------------- | --------------- |
| Луис Пулман           | Бен Мирс        |
| Макензи Ли            | Сузан Нортон    |
| Алфри Вудард          | др Коди         |
| Џон Бенџамин Хики     | отац Калахан    |
| Бил Камп              | Метју Берк      |
| Џордан Престон Картер | Марк Питри      |
| Николас Кровети       | Дени Глик       |
| Спенсер Трит Кларк    | Мајк Рајерсон   |
| Вилијам Садлер        | Паркинс Гилеспи |
| Пилу Асбек            | Ричард Стрејкер |
| Александер Ворд       | Курт Барлоу     |
| Дебра Кристоферсон    | Ен Нортон       |
| Кејд Вудвард          | Ралф Глик       |
| Џозеф Марела          | Тони Глик       |
| Дерек Мирс            | Хјуберт Марстен |